# Leuchtenštejn
Leuchtenštejn (niem. Leuchtenstein) – słabo zachowane ruiny zamku (warowni) z XIII wieku, znajdujące się w czeskiej części Gór Opawskich (Zlatohorská vrchovina), w pobliżu Biskupiej Kopy.
O powstaniu zamku brak wiarygodnych informacji (w 1687 pojawia się informacja o istnieniu ruin), jednak przeprowadzone badania archeologiczne wykazały, iż powstał prawdopodobnie w drugiej połowie XIII w do ochrony księstwa nyskiego, należącego do biskupów wrocławskich. Być może bezpośrednim powodem budowy była utrata przez biskupów innego ważnego zamku – Edelštejnu i chęć ochrony okolicznych złóż. Zamek został opuszczony już w następnym wieku, o czym świadczy m.in. fakt, że w miejscowych przekazach był określany jako pusty zamek, czyli obiekt niezamieszkany.
Istniała też wieś służebna Lichtenberc – powstała wcześniej niż warownia, i to od niej zamek mógł wziąć swoją nazwę.
Z zamku pozostało obecnie bardzo niewiele – fundamenty cylindrycznej wieży oraz resztki murów. Widoczne są też pozostałości po fosie. Całość jest zarośnięta lasem. Do ruin prowadzi   szlak pieszy ze Zlatych Hor (z centrum miejscowości szlak  ) do wieży widokowej na Biskupiej Kopie.